# Andronikos III Palaiologos
Andronikos III Palaiologos (grekiska: Ανδρόνικος Γ' Παλαιολόγος), född 1297 i Konstantinopel, död 1341, var en bysantinsk kejsare som regerade mellan åren 1328 och 1341. Under hans regering intog de osmanska turkarna 1330 Nicæa och utsträckte sin makt ända till Bosporen, under det att serberna erövrade Bulgarien, Makedonien  och Epirus.